# Santa Cruz de Guadalupe
Santa Cruz de Guadalupe es una localidad del estado mexicano de Durango. Es parte del municipio de Nombre de Dios.

## Demografía
| Gráfica de evolución demográfica |
|                                  |

| Censo | Población |
| ----- | --------- |
| 1900  | 136       |
| 1910  | 141       |
| 1921  | 98        |
| 1930  | 202       |
| 1940  | 315       |
| 1950  | 318       |
| 1960  | 385       |
| 1970  | 447       |
| 1980  | 804       |
| 1990  | 881       |
| 2000  | 869       |
| 2010  | 970       |
| 2020  | 1 071     |